# 잠피에로 파스토레
잠피에로 파스토레(이탈리아어: Giampiero Pastore, 1976년 5월 7일~)는 이탈리아의 펜싱 선수로 주 종목은 사브르이다. 2004년 하계 올림픽 남자 사브르 단체전에서 은메달, 2008년 하계 올림픽 남자 사브르 단체전에서 동메달을 획득했다.

## 수상

### 수훈
- 장교 이탈리아 공화국 공로장(2004년 9월 27일)